# 高憲
高憲（？—1212年）字仲常。遼東人。金朝詩人。
出身官宦世家，祖高衍官至吏部尚书。父高守信以父荫补官。高憲博學强記，在太學時無人敢與之抗衡，泰和三年（1203年）乙科进士，後擔任博州防御判官，淡泊名利，“尝自言于世味澹无所好，唯生死文字间而已。使世有东坡，虽相去万里，亦当往拜之。”受舅父王庭筠影響很深，年未三十，作詩數千首。祟庆元年（元太祖七年，1212年）十二月，蒙古大将哲别等率军大掠辽阳府，高宪死于乱军之中。